# Fontenay, Manche

Fontenay este o comună în departamentul Manche, Franța. În 1 ianuarie 2018 avea o populație de 318 de locuitori.